# Tangina bipunctata
Tangina bipunctata är en insektsart som beskrevs av Melichar 1903. Tangina bipunctata ingår i släktet Tangina och familjen vedstritar.
Artens utbredningsområde är Sri Lanka. Utöver nominatformen finns också underarten T. b. hypenor.